# マドラスタ
『マドラスタ』（英語: Madrasta）は、フィリピンのテレビドラマ。GMAネットワークで2019年10月7日に初公開された。

## 登場人物
オードリー・セグンド・レデスマ / レイチェル・クルス
演：アラ・サン・アグスティン